# マーチ・721
マーチ・721 (March 721) は、マーチ・エンジニアリングが1972年のF1世界選手権用に開発したフォーミュラ1カー。

## 開発
721はマーチ・711の後継であり、堅調な1971年シーズンを引き継いでマーチをトップコンストラクターに飛躍させる期待を受けた。721には三つのバージョンがあり、通常の721、721X、721Gの三種類が開発された。基本バージョンの721には接尾辞が付かず、フランク・ウィリアムズやギュンター・ヘンネリシといったクライアント用に製作された。

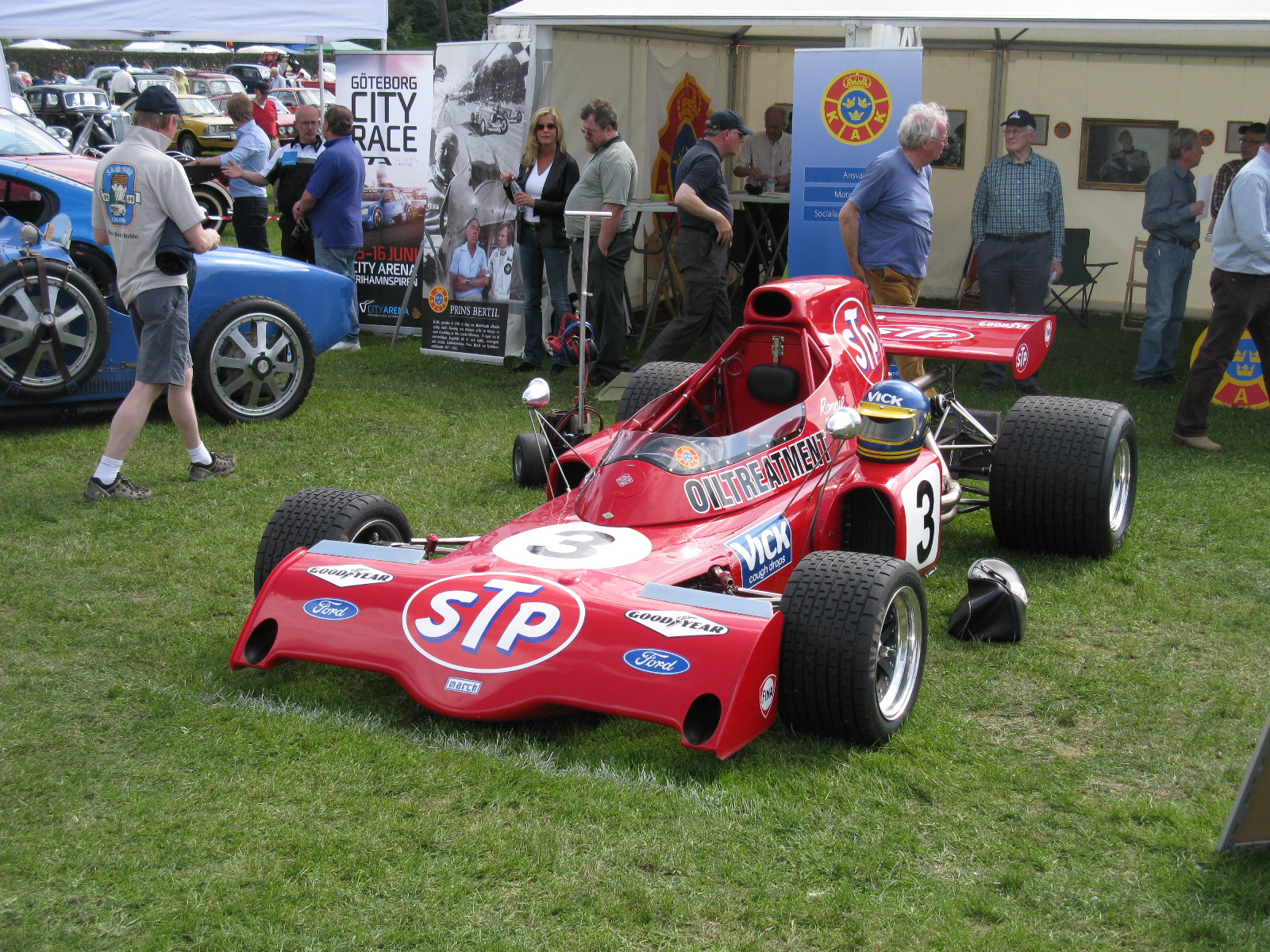
721X

一方721Xはファクトリーチーム向けに設計された。モノコックはシンプルな721用であったが、リアサスペンションのスプリングはレバーとスプリングで操作が可能であった。デザイナーのフランク・コステンは車両重量の大部分を車両中央に集中させることにより、より低い慣性モーメントを作り出すことを考えた。この設計は理論的には理解できたが、シャシーとグッドイヤーのタイヤはうまく調和できなかった。フロントタイヤは常に過負荷となり、アンダーステアとオーバーステアが生じた。エンジンはコスワースDFVを搭載し、トランスミッションはアルファロメオ製であった。721Xの操縦性は最悪で、一般的には失敗作と見なされた。72年シーズンのファクトリードライバーであったニキ・ラウダは721Xを「完全な失敗」「死産」「災害」と呼んだ。
721Xが失敗作であることが予測され、マーチは1972年シーズンが無駄になるのを回避するため代わりのモデルである721Gを僅か9日間で組み上げた。721G-2はF2マシンのマーチ・722を改修し、F1の規格に適合させたものであった。サスペンションとブレーキはカスタマーバージョンの721から流用し、エンジンはコスワースDFVが搭載された。721Gは1年以内に3台が製作された。ロニー・ピーターソンは721GでドイツGPの3位表彰台に上った。ニキ・ラウダは初のフル参戦だったがポイントを獲得することはできなかった。

## F1における全成績
(key) （太字はポールポジション）
| 年     | チーム                                       | エンジン    | タイヤ | ドライバー                 | 1   | 2   | 3   | 4   | 5   | 6   | 7   | 8   | 9   | 10  | 11  | 12  | 13  | 14  | 15  | ポイント | 順位 |
| ------ | -------------------------------------------- | ----------- | ------ | -------------------------- | --- | --- | --- | --- | --- | --- | --- | --- | --- | --- | --- | --- | --- | --- | --- | -------- | ---- |
| 1972年 | STP マーチ・レーシングチーム                 | フォード V8 | G      |                            | ARG | RSA | ESP | MON | BEL | FRA | GBR | GER | AUT | ITA | CAN | USA |     |     |     | 12 (15)  | 6    |
| 1972年 | STP マーチ・レーシングチーム                 | フォード V8 | G      | ロニー・ピーターソン       | 6   | 5   | Ret | 11  | 9   | 5   | 7   | 3   | 12  | 9   | DSQ | 4   |     |     |     | 12 (15)  | 6    |
| 1972年 | STP マーチ・レーシングチーム                 | フォード V8 | G      | ニキ・ラウダ               | 11  | 7   | Ret | 16  | 12  | Ret | 9   | Ret | 10  | 13  | DSQ | NC  |     |     |     | 12 (15)  | 6    |
| 1972年 | チーム・ウィリアムズ・モチュール             | フォード V8 | G      | アンリ・ペスカロロ         |     | 11  | 11  | Ret | NC  |     |     | Ret |     | DNQ | 13  | 14  |     |     |     | 12 (15)  | 6    |
| 1972年 | クラーク＝モーダウント＝ガスリー・レーシング | フォード V8 | G      | マイク・ボイトラー         |     |     | DNQ | 13  | Ret | Ret | 13  | 8   | Ret | 10  | NC  | 13  |     |     |     | 12 (15)  | 6    |
| 1973年 | STP マーチ・レーシングチーム                 | フォード V8 | G      |                            | ARG | BRA | RSA | ESP | BEL | MON | SWE | FRA | GBR | NED | GER | AUT | ITA | CAN | USA | 0 (14)   | 5    |
| 1973年 | STP マーチ・レーシングチーム                 | フォード V8 | G      | ジャン＝ピエール・ジャリエ | Ret | Ret | NC  | Ret |     |     |     |     |     |     |     |     |     |     |     | 0 (14)   | 5    |
| 1973年 | クラーク＝モーダウント＝ガスリー・レーシング | フォード V8 | G      | マイク・ボイトラー         | Ret | Ret | NC  |     |     |     |     |     |     |     |     |     |     |     |     | 0 (14)   | 5    |

## 参照
1. ↑  David Hodges: Rennwagen von A-Z nach 1945, Stuttgart 1993, ISBN 3-613-01477-7, S. 160: “eine Katastrophe“
2. ↑  Niki Lauda: Protokoll. Meine Jahre mit Ferrari. ORAC, Wien 1977, ISBN 385368-843-8, S. 251.